# Enrique Gaspar
Enrique Gaspar y Rimbau (Madrid, 2 de marzo de 1842-Olorón, Aquitania, Francia, 7 de septiembre de 1902); cónsul de carrera y escritor español, autor de obras de teatro, zarzuelas y novelas, incluyendo la primera obra de ciencia ficción conocida que utiliza una máquina del tiempo, El anacronópete.

## Biografía
Enrique Lucio Eugenio Gaspar y Rimbau nació el 2 de marzo de 1842 en Madrid, hijo de padres actores. Su padre era Juan Gaspar y su madre Rafaela Rimbau y Sáez.

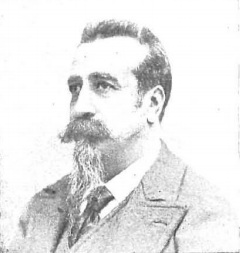
Fotografiado por Alviach

En 1848, su madre junto a sus hijos se instala en Valencia, donde trabaja en el Teatro Principal desde 1848 a 1858. Allí él estudió Humanidades y Filosofía, aunque no terminó sus estudios. A los trece años ya había escrito su primera zarzuela y a los catorce era redactor de La Ilustración Valenciana. A los quince se estrenó su primera comedia, protagonizada por su madre; quien en 1864, tras enviudar, casó en segundas nupcias con el arquitecto Sebastián Monleón Estellés, el cual le animó a trabajar en la casa de banca y comercio del Juan Bautista Romero, Marqués de San Juan. Su medio-hermana Teresa Monleón y Rimbau, fue la madre de Amelia Cuñat Monleón, su sobrina.
A los veintiuno se trasladó a Madrid para dedicarse a ser escritor. A los veintitrés años se casó con Enriqueta Batllés y Bertrán de Lis, una bella aristócrata, cuyos padres no aprobaron la boda.
Entre 1868 y 1875 tuvo su época más fecunda, realizando obras donde criticaba los valores burgueses. Fue pionero del teatro social en España. Publicó numerosos artículos, poesías y narraciones en las principales publicaciones periódicas de la época: La Época, Blanco y Negro y La Ilustración Española y Americana.
Tras el nacimiento del segundo hijo, ingresó a los veintisiete años en la carrera consular. Pasó un tiempo en Grecia y en Francia, luego de vuelta a Madrid y finalmente estuvo de cónsul en China, primero en Macao y luego en Hong Kong. Durante este tiempo no dejó de escribir y estrenar obras, además de colaborar en El Diario de Manila. De vuelta a Europa, es destinado a la localidad aquitana de Olorón, aunque la familia reside en Barcelona, dónde llega a estrenar una obra en catalán. Seguirán varios destinos en el sur de Francia. Su esposa morirá en Marsella, en donde era cónsul, y, enfermo, se retira a Olorón con su hija, su yerno y sus nietos. Morirá a los 60 años, el 7 de septiembre de 1902 en Olorón.

## Análisis de su obra
Escribió unas veintiséis piezas dramáticas muy interesantes e innovadoras, como El estómago (1874), sobre la preeminencia de este órgano en el cuerpo humano, o La lengua (1882), que trata sobre la maledicencia y la educación de la mujer. Si en su época imperaba el sentimentalismo en el teatro, Enrique Gaspar quiere sobre todo hacer pensar a sus espectadores y evoluciona hasta rechazar todo lirismo y preferir la prosa al verso, pues cree que el lenguaje figurado y las descripciones son ajenas a lo sustancialmente teatral. Sus obras suelen versar sobre problemas de ética social. En Las circunstancias (1867), se denuncia y satiriza la hipocresía e intereses de la burguesía. Destaca, entre sus últimas obras, Las personas decentes estrenada el 31 de enero de 1890: Ramón prepara en Madrid su doctorado y conoce personas ofuscadas por intereses variados: especulación sobre tierras revalorizables, un nombramiento de diputado, un matrimonio ventajoso... Entonces, renuncia a ser "decente" y deja Madrid, desengañado, denunciando a una sociedad que prima la confusión y la hipocresía:
Ha echado un puente entre el hombre de bien y el bribón para que todas puedan circular por él confundidos, mediante un derecho de portazgo de camisa limpia
Huelga de hijos (1893) es una obra feminista muy adelantada para su época. Enrique Gaspar fue un autor minoritario por su realismo crítico y sus innovaciones dramáticas; manejaba a la perfección los personajes y el diálogo, muy movido, conciso y cáustico, y en ocasiones descarnado. Su visión del mundo es pesimista, pese al humor del que hace gala.

## El anacronópete

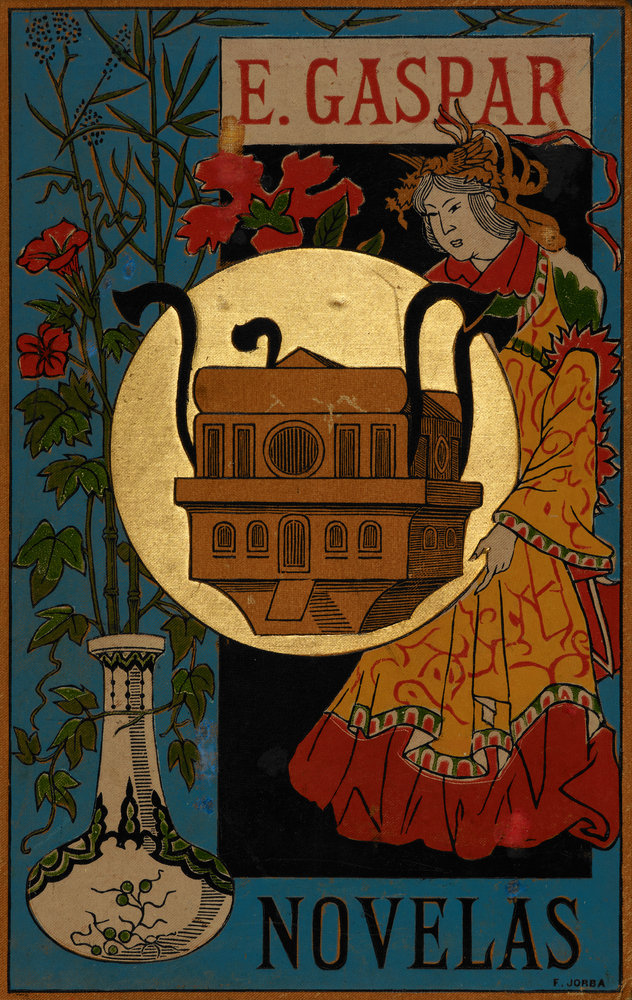
Portada de El anacronópete (1887).

Publicada en 1887 en Barcelona, la novela El anacronópete es una de sus obras más importantes. Es una novela de ciencia ficción que se adelanta a H. G. Wells en la invención de la máquina del tiempo.
Novela en formato de zarzuela, es el primer trabajo en el que se inventa una máquina para viajar en el tiempo: el anacronópete, una caja enorme de hierro fundido, navega gracias a la electricidad, que mueve cuatro grandes cucharas mecánicas para desplazarse, además de otra maquinaria que incluye la producción del «fluido García», que hace que los pasajeros no rejuvenezcan cuando viajan hacia atrás en el tiempo. La máquina también incluye toda clase de comodidades en su interior y, entre otras maravillas, escobas que barren solas.
La máquina sirve de excusa para una historia en tres actos en los que don Sindulfo García, científico de Zaragoza e inventor del ingenio, su amigo y ayudante Benjamín, la sobrina y pupila Clarita, la sirviente, el capitán Luis, amor de Clarita, unos cuantos húsares y algunas mujeres francesas de vida alegre se desplazan en el tiempo.
En el primer acto salen de París, de la Exposición Universal y viajan hasta la batalla de Tetuán en 1860. Acaban por regresar a París el día anterior de su salida, donde desembarcan unas señoritas francesas rejuvenecidas.
En el segundo acto se vuelve de nuevo a viajar hacia el pasado, parándose en diversos momentos históricos como Granada en 1492 o Rávena en el 690 para avituallamiento. Acaban en la China del siglo III donde sufren algunas aventuras, consiguiendo escapar bajo el mando de Benjamín. Los personajes evolucionan, con Benjamín obsesionado por la vida eterna, don Sindulfo loco de celos por Clarita y Clarita enamorada del capitán Luis.
En el tercer acto, con una parada en la Pompeya del Vesubio en el año 79, llegan al siglo XXX a. C., los tiempos de Noé. Allí descubren el secreto de la vida eterna en Dios. Finalmente, un enloquecido don Sindulfo acelera el anacronópete, que estalla al llegar al día de la creación.
La obra se inserta dentro del espíritu de la época, en la que las obras de Julio Verne tenían mucho éxito. Con seguridad está influenciada por Camille Flammarion, amigo personal de Rimbau, y su historia Lumen, en la que aparece un viaje temporal, aunque no por medio de una máquina. El anacronópete, escrita en 1881, es incluso anterior a L'historioscope de Eugène Mouton, por lo que tampoco pudo haber sido influido por éste.

### Teatro
- Corregir al que yerra: comedia en un acto, original y en verso Madrid, 1860 (Imprenta de José Rodríguez)
- El onceno, no estorbar: comedia en un acto y en verso Madrid, 1860 (imprenta de José Rodríguez)
- La escala del matrimonio. Madrid: Impr. de José Rodríguez, 1861.
- El piano parlante: juguete cómico en tres actos y en verso Madrid, 1863 (Imprenta de José Rodríguez)
- ¡No lo quiero saber!: comedia en un acto, en verso Madrid, 1863 (Imprenta de José Rodríguez)
- El sueño de un soltero. Supsosición cómica en un acto, original y en verso. Madrid: Impr. de José Rodríguez, 1864.
- Cuestión de forma: comedia en tres actos y en verso, Madrid: 1865 (José Rodríguez)
- Moneda corriente: comedia en tres actos, en verso Madrid, 1865 (Imprenta de José Rodríguez)
- Las circunstancias. Comedia en tres actos y en prosa, Madrid: Imp. de José Rodríguez, 1867.
- La Chismosa: comedia en tres actos y en verso Madrid, 1868 (José Rodríguez)
- La levita: comedia en tres actos, en prosa Madrid, 1868 (Imp. de José Rodríguez)
- Don Ramón y el señor Ramón, Madrid, 1869 (Imprenta de T. Fortanet)
- La can-canomanía: sátira en un acto, dividido en tres cuadros Madrid, 1869 (Imprenta de José Rodríguez)
- El Estómago, 1871.
- Los niños grandes: comedia en tres actos y en prosa Madrid, 1871 (imprenta de José Rodríguez)
- ¡Pobres mujeres! Juguete cómico en un acto y en verso. Estrenada en el Teatro Circo de Madrid el 11 de noviembre de 1863. Imp. José Rodríguez. 1871.
- La nodriza. Comedia en dos actos. Madrid: Alonso Gullón, 1876.
- Atila: drama en tres actos y en verso Madrid, 1876 (Imprenta de José Rodríguez)
- Las sábanas del cura. Madrid: Alonso Gullón, 1877.
- La resurrección de Lázaro. Juguete cómico. Madrid: Ed. Alonso Gullón, 1878.
- Administración pública. Boceto en tres actos. Ed. Hijos de Alonso Gullón, 1880.
- Problema. Comedia en tres actos, en prosa. Amor y arte. Drama en tres actos y en verso. Madrid: Hijos A. Gullón, 1881.
- La lengua. Comedia en tres actos y en prosa. Madrid: Hijos de A. Gullón, 1882.
- Candidito: comedia en un acto, en verso Madrid, 1883 (Imprenta de Cosme Rodríguez)
- La gran comedia. Comedia en tres actos. Madrid: Florencio Fiscowich, Ed., 1884.
- Lola. Comedia en tres actos. Florencio Fiscowich, 1885.
- La estatua ecuestre. Boceto en un acto. Madrid: Florencio Fiscowich, Ed., 1890.
- Las personas decentes: comedia en tres actos, en prosa Madrid, 1890.
- El haba de San Ignacio: comedia en tres actos y en prosa Madrid, 1892 (Imprenta de José Rodríguez)
- La huelga de hijos: comedia en tres actos y en prosa Madrid, 1893 (Imprenta de José Rodríguez)
- La casa de baños. Comedia en tres actos y en prosa. Madrid: Florencio Fiscowich, 1893.
- La huelga de Dios: comedia en tres actos y en prosa Madrid: Florencio Fiscowich (Sucesor de Hijos de A. Gullón)], 1893 (imprenta de José Rodríguez)
- La eterna cuestión: esbozo dramático en tres actos y en prosa Madrid: Florencio Fiscowich, Editor, 1895 (Imprenta de José Rodríguez)
- La rebaja del tío Paco: boceto en un acto y en verso Madrid, 1895 (imprenta de José Rodríguez)
- La tribu salvaje: pasatiempo cómico-lírico en un acto y cuatro cuadros original de Enrique Gaspar; música de los maestros Manuel Fernández Caballero y Mariano Hermoso. Madrid, 1901 (R. Velasco)
- El Oso proscrito: disparate cómico en tres actos y en prosa Madrid, 1876 (Imprenta de José Rodríguez)
- Por ir buscando el cuartel. Humoradas cómicas en tres actos manuscrito de una obra ambientada en Cádiz.
- La Tudó. Comedia en tres actos y en prosa (inédita)[4]

### Narrativa
- El anacronópete; Viaje a China; Metempsicosis. Barcelona: Daniel Cortezo y Cª, 1887. Hay edición suelta moderna de El anacronópete. Barcelona: Círculo de Lectores, 2000, ISBN 84-226-8437-3.
- Castigo de Dios. Entre bastidores. Soledad. Barcelona: Daniel Cortezo, 1887.
- Las personas decentes. Novela de costumbres contemporáneas. Barcelona: Henrich y Cía., 1891.
- Nada entre dos platos. Valencia: Ed. Pascual Aguilar, s. a. (hacia 1900)
- El anacronópete. Valladolid: Editorial Trasantier, 2014. ISBN 978-84-9092-021-3.

### Artículos
- Majaderías. Valencia: Pascual Aguilar, 1899.
- Más majaderías. Valencia. Pascual Aguilar, 1889. (Contiene: Camilo Flammarión.- La pena de muerte.- El mono.- Seamos justos.- Los adjetivos.- Tengo el gusto de presentar a mi amigo... - Carta de uno que hace papel á otro que lo emborrona.- Con los ojos cerrados.- El amigo de confianza.- Los de encima.- El suicidio.- Quiero y no puedo.- Los versos en el teatro.- ¿Existe el valor?.- Los dioses falsos.- Los pecados capitales, que se llaman mortales, son siete.- Cómo se hacen las obras dramáticas.- Cuánto.- La gran comedia)
- Pasiones políticas. Madrid: Imprenta de Revista de Navegación y Comercio. Madrid 1895.

### Libros de viajes
- Viaje a Atenas 1872-1875. Valencia, Pascual Aguilar, 1891.

### Traducciones y adaptaciones
- Ángel Guimerá, Mar y cielo: tragedia en tres actos Madrid: Florencio Fiscowich editor, 1891 (Imprenta de José Rodríguez)
- El jugador de manos: drama en tres actos y en prosa arreglado del francés Madrid, 1867 (imprenta de José Rodríguez)
- La cola de paja: comedia en dos actos y en prosa arreglada á la escena española Madrid, 1896 (imprenta de José Rodríguez)
- Bram Stoker, Drácula, Madrid, 1899 (imprenta de José Rodríguez)